# Kleiszcze smakowite
Kleiszcze smakowite, klejowiec jadalny (Aegle marmelos) – gatunek rośliny należący do rodziny rutowatych. Pochodzi z Półwyspu Indyjskiego i Indochin, jest uprawiany również w innych rejonach.

## Morfologia

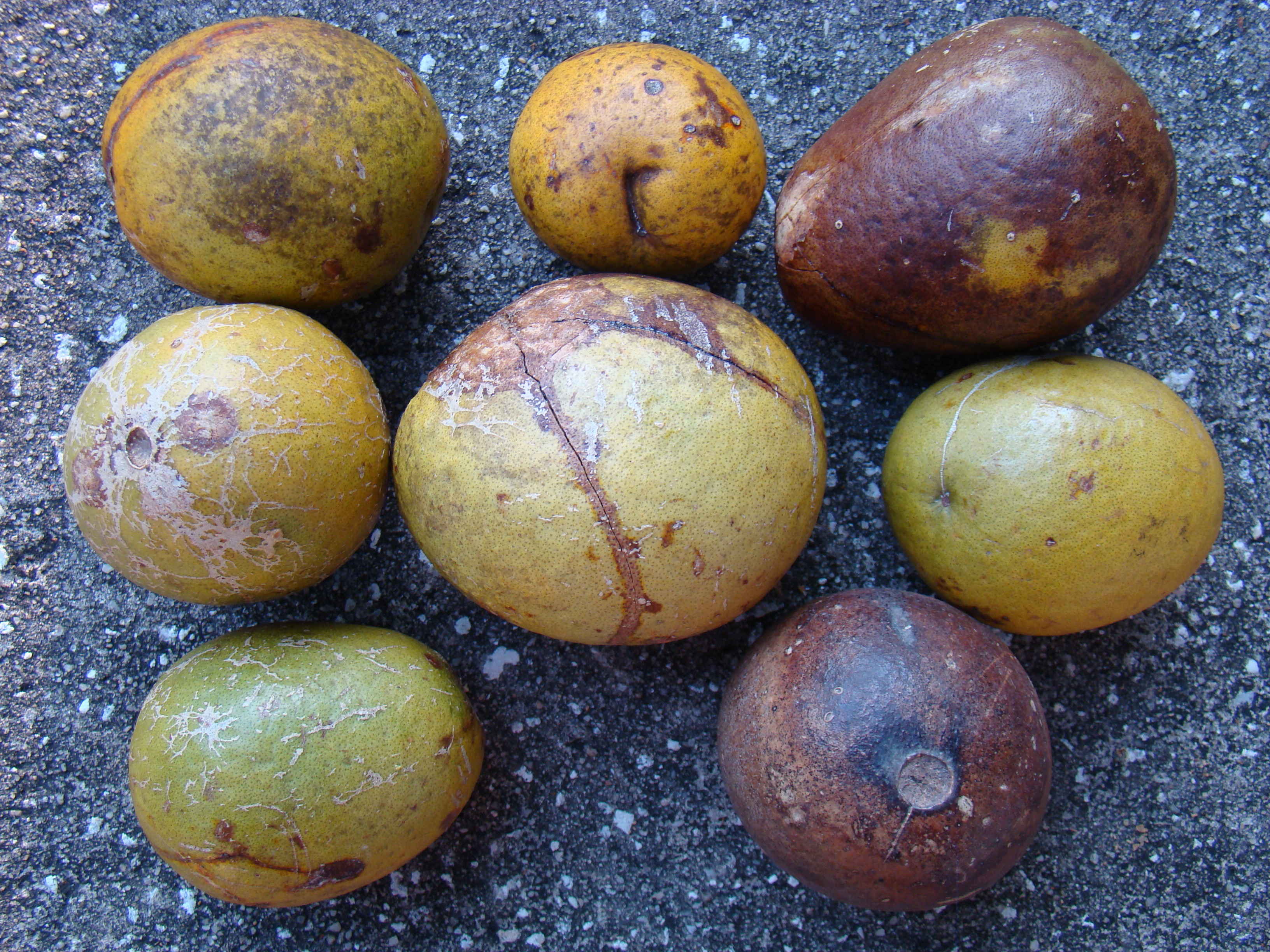
Owoce w różnym stadium dojrzałości

PokrójCierniste drzewo osiągające wysokość do 20 m.
Liście3-listkowe, złożone z podłużnie eliptycznych listków.
KwiatyZebrane w szczytowe lub boczne grona. Kwiaty białozielone, dość duże, pachnące, złożone z 4-5 płatków korony, 1 słupka i 8 lub więcej pręcików.
OwocŻółtawozielona jagoda o wielkości jabłka. Z zewnątrz jest skórzasta, w środku soczysta.

## Zastosowanie
- Roślina uprawna. Jest uprawiany w Indiach i na Jawie[5].
- Roślina lecznicza. Ma działanie przeciwbiegunkowe[7].
- Sztuka kulinarna: Z owoców wytwarza się soki, dżemy, konfitury i napoje[5].
- Sok niedojrzałych owoców dodaje się do zaprawy murarskiej, co powoduje zwiększenie jej nieprzepuszczalności dla wody[5].

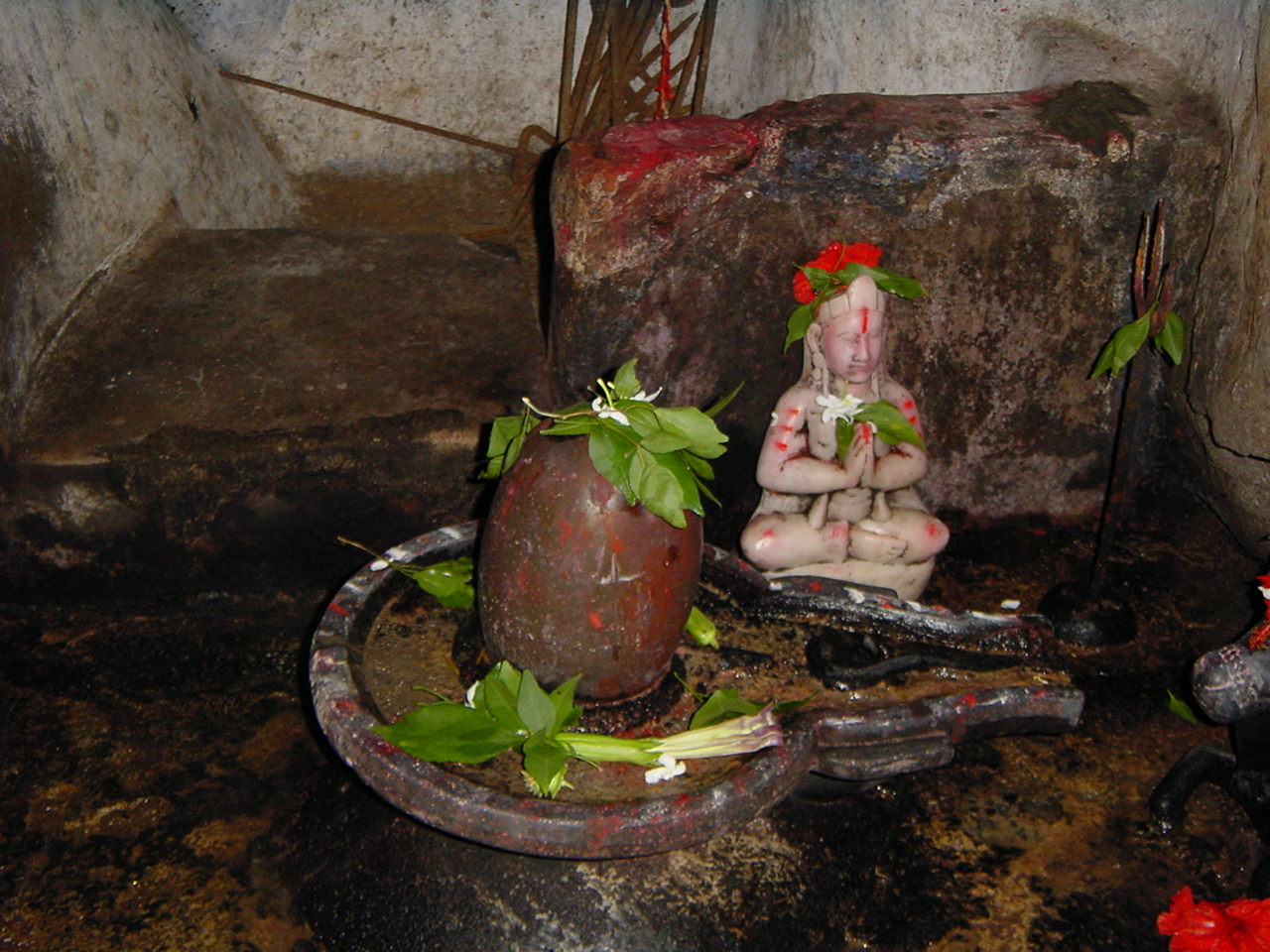
Linga udekorowany liśćmi kleiszcza

## Znaczenie w hinduizmie
- Drzewo to, nazywane w Indiach बिल्व bilwa lub बेल bel, otaczane jest kultem przez hinduistów. Patronują mu Parwati, Surja i Lakszmi. Pod tym drzewem praktyki medytacji upodobał sobie też Śiwa[8]. Liście klejowca wykorzystywane są do celów rytualnych podczas święta Mahaśiwaratri. Wtedy dekoruje się nimi szczyt lingi w świątyniach śiwaickich.
- Znaczenie jego części opisuje Skandapurana: bogini Giridźa zamieszkuje jego korzenie, boginie Maheśwari i Lakszmi mieszkają w pniu, natomiast Dukszajani w gałęziach, Parwati w liściach, Gauri w kwiatach[9].
- Literatura wedyjska uznaje to drzewo za jadźńawrykszas, czyli jeden z jedenastu gatunków drzew indyjskich, odpowiednich do wyrobu przyrządów stosowanych w trakcie ceremonii ogniowych jadźńa[10].
- Liście i drewno używane są w ceremonii pudźy samagri i ognia hawan[11].